# Przyczynowość mentalna
Przyczynowość mentalna, przyczynowanie mentalne – funkcjonowanie stanów umysłu jako przyczyn zdarzeń.
Kwestia przyczynowości mentalnej wiąże się z dylematem psychofizycznym, problemem filozoficznym dotyczących wzajemnych relacji ciała i umysłu. Obejmuje on dwie problematyczne kwestie. Pierwszą z nich stanowi pytanie o powstawanie fenomenów mentalnych (przekonań, pragnień, także świadomości) i udział w tym zjawisku procesów przebiegających w organizmie, w tym w mózgu. Jednak jeszcze trudniejszy do rozwiązania wydaje się problem drugi: w jaki sposób rzeczone fenomeny mentalne wpływają na zachowanie organizmu, a więc w jaki sposób mogą one wywoływać skutki obejmujące także świat materialny, jak można świadomości przypisywać moc sprawczą?
Przyczynowość mentalną neguje epifenomenalizm. Pogląd ten, uznając realne istnienie fenomenów mentalnych, uznaje je za impotentne przyczynowo. Przyjmuje więc, że istnieją one, ale nie mają żadnej mocy sprawczej, porównywane do blasku światła słonecznego odbijającego się od powierzchni wody. Wedle tego poglądu zachowanie organizmu jest efektem procesów fizycznych zachodzących w jego układzie nerwowym, które powodują także powstawanie odpowiadających im fenomenów mentalnych. W efekcie świat materialny pozostaje kauzalnie domknięty, co oznacza, że nic, co doń nie należy, nie może nań wpływać.
Inny pogląd utożsamia istnienie z posiadaniem mocy przyczynowych. Dany byt istnieje wtedy i tylko wtedy, jeśli posiada moce przyczynowe. Takie postawienie sprawy odmawia istnienia bytom bez mocy przyczynowych, np. postaciom z baśni. Już Arystoteles pisał, że „istnieje to, co działa lub podlega działaniu”. Zgodnie z tym poglądem, jeśli fenomeny umysłu nie posiadają mocy sprawczych, to, niezgodnie z epifenomenalizmem, w ogóle nie istnieją.